# Uskoci
Pojam uskoci dolazi od hrvatske riječi uskočiti, a ovaj pojam se u prošlosti odnosio na vojnički organiziranu grupu, ratnike koje su sačinjavali uglavnom katolički bjegunci iz područja Hrvatske, Hercegovine i Bosne koji su se nalazili pod Osmanskom okupacijom.

## Povijest
Uskoci su napustili svoju domovinu početkom 16. stoljeća zbog osmanskih osvajanja. Povijest uskoka može se pratiti sve od borbi hercegovačkih klanova kao što su Drobnjaci. Kasnije su se iz njih na ovim područjima razvili upadajući (uskačući) uskoci. Naime, tim je uskocima uspjelo hercegovačkim područjima unutar Osmanskog carstva osigurati određeni stupanj autonomije. Njima se pridružuju Hrvati s obale koji bježe od okrutnosti i okova s venecijanskih galija.
Većina uskoka okupila se u Dalmaciji na posjedima hrvatskoga zapovjednika Petra Kružića u Klisu i okolici. Klis, kao grad i utvrda (strateški važna i do danas očuvana tvrđava Klis) postaje mjesto življenja i borbe uskoka. Padom Bosne Turci napreduju prema obali. Dolaze do Klisa koji zaustavlja njihovo daljnje prodiranje prema zapadu. Kružić i uskoci odolijevaju turskoj sili tijekom više od dva desetljeća neprestanih opsada i krvavih bitki. Naposljetku, 12. ožujka 1537. god. nakon pogibije Petra Kružića]] i mnogih branitelja, Turci zauzimaju Klis.
Nakon što su 1537. godine Osmanlije osvojile Klis, uskoci su se preselili u Senj. Tu su nastavili voditi borbu protiv Osmanlija i Mletaka.
Godina 1602. – 1608. Ivo Senjanin, pravim imenom Ivan Vlatković, neosporni je gospodar jadranskih voda vraćajući Mlečanima milo za drago. 
Latinski ga izvori nazivaju »Uscocchorum dux« (vojvoda uskoka), njemački »Hauptman Khermbatom«.
Uz doseobu uskoka u Žumberak vezana je i Žumberačka Bogorodica. Uskoci su na Žumberak sa sobom u 16. stoljeću donijeli sliku Blažene Djevice Marije koja drži svog mrtvog Sina. Od tada se vjernici mole pred slikom Žumberačke Bogorodice, njenu sliku nose u procesijama. Svaka žumberačka kuća stavlja lik žumberačke Bogorodice na najljepše mjesto. Žumberački vjernici vrlo su privrženi Presvetoj Bogorodici, kojoj se utječu, iskreno mole i zazivaju je u svojim potrebama.

## U umjetnosti
- Čuvaj se senjske ruke (1876.), roman Augusta Šenoe
- Doba uskoka (2021.), dokumentarno-igrani film Božidara Domagoja Burića[3]

## Poveznice
- Žumberački uskoci
- Uskočki rat

## Vanjske poveznice
Mrežna mjesta
- uskoci Hrvatska enciklopedija
- uskoci, Leksikon Marina Držića
- Grga Novak, Senjski uskoci čuvari našeg Jadrana (1537. – 1617.), Senjski zbornik 1/1973. (HAW)
- Anđelko Kalpić, Senjski uskoci neustrašivi i gordi ratnici za slobodu obale i mora, Naše more 1/1964. ([Hrčak (portal)|Hrčak])
- Anna Maria Grunfelder, [neaktivna poveznica], Senjski zbornik 1/2009. (HAW)
- Tvrđava Nehaj Senj (1558. – 2008.), Gradski muzej Senj, 2008., ISBN 9789539762139
- Povijesna postrojba Kliški uskoci
- TZ Grada Senja - Senjski uskoci